# NGC 2680
NGC 2680 – gwiazda podwójna znajdująca się w gwiazdozbiorze Raka. Zaobserwował ją 26 lutego 1851 roku Bindon Stoney (asystent Williama Parsonsa) i skatalogował jako obiekt typu mgławicowego.
NGC 2680 widoczna jest tuż obok centrum galaktyki NGC 2679, która znajduje się w tle. Do niedawna sądzono, że NGC 2680 to także galaktyka (na słabszej jakości zdjęciach wygląda jak pojedynczy, wydłużony obiekt) albo nawet dwie zwarte galaktyki. Jednak dokładniejsze zdjęcia z nowszych przeglądów nieba pozwoliły ustalić, że jest to gwiazda podwójna.